# Олинда (Хаваји)
Олинда (енгл. Olinda) насељено је место за статистичке потребе у америчкој савезној држави Хаваји. По попису становништва из 2010. у њему је живело 1.084 становника.

## Демографија
Према попису становништва из 2010. у граду је живело 1.084 становника.
| Група             | 2000.  | 2010.       |
| Белци             | . (.%) | 743 (68,5%) |
| Афроамериканци    | . (.%) | 2 (0,2%)    |
| Азијати           | . (.%) | 82 (7,6%)   |
| Хиспаноамериканци | . (.%) | 80 (7,4%)   |
| Укупно            | .      | 1.084       |